# Trijang Rinpoce
Trijang Rinpoce è un'importante figura del Buddhismo tibetano.

## Descrizione
Trijang Rinpoce è un lama reincarnato di scuola Gelug, per tradizione khenpo del Monastero di Chatreng, nel Kham.
Il detentore del titolo è considerato la reincarnazione dei maestri indiani Buddhapalita, Dignaga, Candrakīrti, Sàntaraksita e, soprattutto, Atiśa, il quale secondo una particolare leggenda fu visitato dal bodhisattva Tārā, che lo invitò a insegnare il Dharma in Tibet, preannunciandogli però che la sua permanenza nell'altopiano, solcato dagli enormi monti himalayani, gli avrebbe ridotto notevolmente la vita.
Il lignaggio di reincarnazione include peraltro alcuni lama tibetani quali Lotsawa Dorje Drag, Ghesce Langri Thangpa Dorje Senge, l'VIII Karmapa, Zurchen Choying Rangdröl e l'Ottavo, il Sessantanovesimo e l'Ottantacinquesimo Ganden Tripa.

## L'attuale Trijang
Il più celebre e influente esponente del lignaggio dei Trijang Rinpoce fu il diciassettesimo, Losang Yeshe Tenzin Gyatso Pelsangpo, considerato tra i lama più eruditi del suo tempo, allievo di Pabongka Rinpoche e secondo tutore del XIV Dalai Lama.
La sua reincarnazione venne riconosciuta in Tenzin Losang Gyatso, nato in India nel 1982 e attuale Trijang. Al momento il giovane vive con una ristretta cerchia di fedelissimi a Northfield, in Vermont, negli Stati Uniti, dove ha abbandonato la vita religiosa. Analogamente alla sua precedente incarnazione è infatti un praticante del culto di Dorje Shugden, che il XIV Dalai Lama, suo principale insegnante, proibì nel 1975. Quando il Dalai Lama gli chiese di rinunciare alla pratica della controversa entità spirituale come condizione per ricevere i suoi insegnamenti e le relative iniziazioni tantriche, ricevette una serie di minacce, probabilmente da altri fanatici praticanti del culto. Il giovane tulku si trasferì dapprima al Monastero Rabten Choeling di Ginevra, sotto la tutela di Gonsar Tulku Rinpoche, e in seguito negli Stati Uniti, dichiarando di voler continuare a praticare Dorje Shugden e il Buddhismo lontano da ogni polemica e dalle correnti tra loro in lotta.